# I. Lajos frank császár

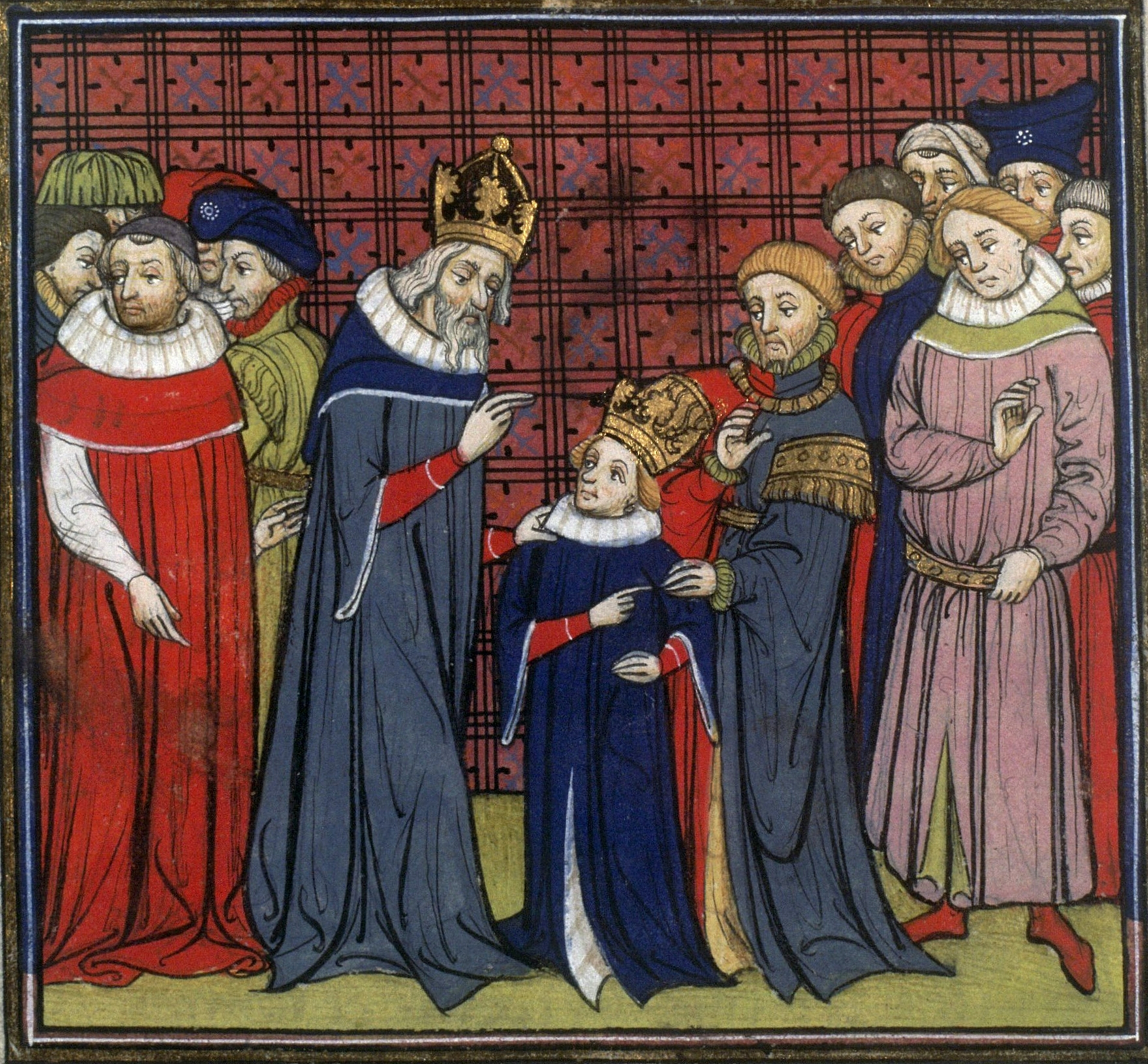
Nagy Károly és fia, Jámbor Lajos

I. (Jámbor) Lajos (latinul: Ludovicus Pius, németül: Ludwig der Fromme, franciául: Louis le Pieux vagy Louis le Débonnaire), (Chasseneuil-du-Poitou, 778. április 16., 778. április 20. vagy 778. szeptember – Ingelheim am Rhein, 840. június 20. vagy 840. június 24.) frank király (781-től) és római császár 814-től haláláig. Életéről a legfontosabb forrás Trieri Thegannak a tetteiről írt Gestája.

## Aquitaniaura
Lajos a cassinogilumi Karoling villában született, Einhard és egy Astronomusnak nevezett krónikás szerint Nagy Károly harmadik fiaként annak harmadik feleségétől, Hildegardtól, mialatt apja hadjáratot vezetett Hispániába. Cassinogilum a délnyugat-franciaországi Aquitania központja volt hosszú évekig, de pontos születési helyét máig vitatják.
Lajost már kora gyermekkorában Aquitania királyává koronázták 781-ben, de régenseket és bíróságot állítottak mellé, hogy fenntartsák a rendet a Nagy Károly 778-ban, a roncesvallesi csatában elszenvedett veresége után fellépő ellenállásban.
794-ben Károly négy római stílusú villát építtetett fiának, ahol a teleket tölthette. Doué-la-Fontaine a mai Anjouban áll, Ébreuil Allier-ben, Angeac-Charente Charente-ban és egyesek szerint Cassinogilum volt a negyedik. Károly célja az volt, hogy minden fia „őslakója” legyen az általa örökölt területnek, ezért koronázta őket már egészen kis korukban leendő királyságaik uralkodóivá. A gyerekek a megfelelő nemzeti ruhákat viselték és a helyi törvények, szokások szerint kormányoztak. Minden egyes királyságnak nagy jelentősége volt a birodalom határainak védelmében. Lajos a hispániai frontért volt felelős. 797-ben, Barcelona, a korabeli keresztény spanyol területek legnagyobb városa frank kézre került, amikor annak kormányzója, Zeid, szembeszállt a mór córdobai emírrel, és veresége után a frankok kezére adta a várost. Az Omajjád-dinasztia 799-ben visszafoglalta az elvesztett területet, mire Lajos kivezényelte egész seregét, beleértve a baszkokat is hercegükkel I. Sanchóval, a provence-iakat Leibulf és a gótokat Berà vezetésével. Átkelt a Pireneusokon, 800-801 telén megostromolta a várost, amely végül megadta magát. A fiatalokat elhurcolták katonának, és Nagy Károly a birodalom otthonuktól legtávolabbi szögleteibe küldte őket. Lajos Dél-Itáliába, Benevento ellen is vezetett egy hadjáratot.
Lajos volt Nagy Károly négy törvényes fiának egyike, ám a legidősebb, Púpos Pipin, részt vett egy apja elleni összeesküvésben, amiért Károly kolostorba száműzte. Így csak hárman maradtak „versenyben” apjuk örökségért, és Lajos jogosan remélhette, hogy megoszthatja a Károly örökségét két bátyjával, Ifjabb Károllyal, a frankok királyával és Pipinnel Itália urával. A 806-os Divisio Regnorum-ban Nagy Károly Ifjabb Károlyt tette császári örökösévé, minden frank terület urává. Pipin kapta Lombardia vaskoronáját, Lajos pedig Septimaniát, Provence-ot és Burgundiát.
Nem sokkal később azonban meghalt Lajos mindkét bátyja — Pipin 810-ben, Ifjabb Károly 811-ben. Ezzel Lajos lett apja társcsászára 813-ban. 814-ben, apja halálakor ő örökölte csaknem az egész Frank Birodalmat annak összes pozíciójával, csak Itália jutott Pipin fiának, Bernárdnak.

## Császár
Lajos éppen doué-la-fontaine-i villájában tartózkodott Anjouban, amikor tudomást szerzett apja haláláról. Aachenbe sietve rögtön megkoronáztatta magát és az egész birodalomban kihirdettette a nemesekkel: Vivat Imperator Ludovicus.
Mottójaként a Renovatio Regni Francorum kifejezést verette pénzérméi hátlapjára. Ennek jegyében céljául tűzte ki a Római Birodalom felélesztését teljes fényében. Rögtön „morális tisztogatást” rendelt el, minek keretében összes hajadon nővérét zárdába küldette, így lemondva arról, hogy házassági szerződések kötésére felhasználva őket megelőzze az erősebb hatalmakkal felmerülő konfliktusokat. Megkímélte illegitim féltestvéreit és kolostorba küldte apja unokatestvéreit Adalardot és Walát, külön helyre, Noirmoutier-en-l’Île-be és Corbie-be, elkerülendő a későbbi összeesküvéseket.
Főtanácsosa, Bernát barcelónai gróf és Ebbo voltak. Az utóbbit a jobbágyság soraiból Reims érsekévé tette és aki később hálátlanul elfordult tőle. Megtartotta tisztségükben apja néhány miniszterét, például Elisachart, a Trierhez közeli St Maximin apátját és Hildebold, kölni érseket. Később Elisachart eltávolította tisztségéből Hildwinnel, több monostor főapátjával együtt.
Anianei Szent Benedeket, egy septímiai vizigót származású papot és monostor alapítót, kérte segítségül a frank egyház megreformálásában. Benedek első reformja az volt, hogy a birodalom minden monostorának a Benedeki regula szerint kell működnie, amely Nursiai Szent Benedek nevét viseli.
816-ban V. István pápa, III. Leó utóda ellátogatott Reimsbe és másodszor is megkoronázta Lajost. Így a pápa szerepe is megerősödött a császári cím adományozójának személyében.

### Ordinatio imperii
817-ben Lajos és egész udvartartása éppen egy fából készült galériát tekintett meg az aacheni katedrálisban, amikor az összedőlt, több ember halálát okozva. Lajos túlélte a szerencsétlenséget, de érezve a halál közelségét kiadta az Ordinatio imperiit, amely utódainak öröklését tartalmazta. 815-ben már tett lépéseket arra, hogy megossza a hatalmát első két fiával, amikor Lothárt Bajorország királyává koronáztatta, Pipint pedig Aquitánia urává, de nem adott neki királyi címet. Most viszont az egész birodalmat felosztotta három fia között:
- Lothár, aki ekkor már király volt, társcsászári rangra emelkedett és megkapta a birodalom legnagyobb harmadát, amely magában foglalta egész Itáliát. Így apja halála után ő lett a birodalom császára és öccseinek feljebbvalója.
- Pipin megkapta az Aquitánia királya címet és mellé még néhány szomszédos országot.
- Lajos, a legfiatalabb, pedig megkapta Bajorországot és néhány szomszédos országot.

Ezzel az egyezséggel Jámbor Lajos megpróbálta egyesíteni birtokait, a papság segítségével, egy császár alatt. Ahelyett, hogy régi frank szokás szerint egyenlő mértékben ossza el birtokait és címeit fiai között, elsőszülött fiát, Lothárt, a többiek fölé helyezte, és ráhagyta a birodalom legnagyobb részét. Lothár tudatában volt a társcsászári címmel járó hatalomnak, és meg is védte örökségét.

### Bernárd felkelése és Lajos bűnbánása
Az első kihívás, Lajos öröklési terveivel szemben, Itáliából érkezett, amely az egyezmény szerint Lothárhoz került. Lajos unokaöccse, Bernárd, még mindig Itália ura volt és 818-ban fellázadt nagybátyja ellen Orléans-i Theodulf, Orléans püspökének felbújtására. Bernárd meghívóval utazott Chalon-sur-Saône-ba, hogy ott képviselje jogait Lajossal szemben, ám ott halálra ítélték, amit Lajos megvakíttatásra és börtönbüntetésre enyhített. Ám a következő évben Bernárd belehalt az elszenvedett fájdalomba és gyötrelmekbe. Unokaöccsének sorsa mély hatással volt a császár lelkiismeretére, ami végigkísérte egész hátralévő életében.

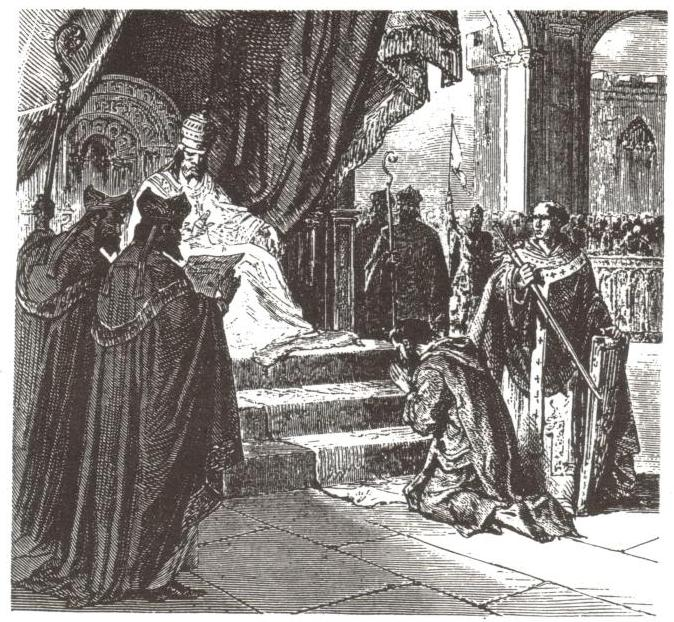
Jámbor Lajos bűnbánatot gyakorol Attignyban 822-ben

822-ben, mélyen vallásos emberként, Lajos mély bűnbánatot gyakorolt Bernárd halála miatt az ardenneki Vouziers-től nem messze fekvő attignyi palotájában, I. Paszkál pápa és a birodalom egyházi elöljárói és nemesei előtt, akik összegyűltek ott, hogy tanúi legyenek Lajos megbékélésének a három fiatalabb féltestvérével, Hugóval, akit St-Quentin apátjává tett, Drogóval, akit Metz püspökévé nevezett ki és Theodorikkal. Ez a vezeklés, mely I. Theodosiuséhoz volt hasonló, nagy hatást gyakorolt a frank uralkodó tekintélyére. Elsorolta azokat a bűneit, amelyeket addig még egy egyházi személynek sem gyónt meg. Ám egy hatalmas hibát is vétett, azzal hogy szabadon engedte Walát és Adalardot a kolostori "börtönükből", ezzel veszélyeztetve Lothár örökségül kapott hatalmi pozícióját.

### Határmenti viszályok
Lajos uralkodásának kezdetén rengeteg különböző népcsoport, dánok, obodriták, szlovének, bretonok, baszkok éltek birodalmának határvidékein. Annyira féltek a frank császártól, hogy nem mertek semmiféle felkelést szítani ellene. Habár 816-ban a szorbok fellázadtak, akikhez hamarosan csatlakozott Slavomir, az obodriták vezére, aki még saját embereit is veszni hagyta, és akit Ceadrag távolított el 818-ban. Ceadrag is szembefordult a frankokkal, a dánokkal szövetségben, akik hamarosan a frankok legnagyobb ellenfelei lettek.
Emellett pedig egy hatalmas ellenséges szláv sereg gyülekezett északkeleten, akik Ljudevit Posavskival, Alsó-Pannonia grófjának vezetésével zaklatták a Dráva és a Száva környékét. Lajos Cadolaht, Friuli őrgrófját küldte ki ellenük, aki viszont meghalt egy hadjáratban 820-ban, őrgrófságát pedig elfoglalták a szlovénok. A frankok szövetkeztek Bornával, Dalmácia grófjával és sarokba szorították Ljudevit. A béke 827-ben született meg, amikor a fiatalabb Lajos leutazott a bolgár hordákhoz Pannóniába.
Birodalmának távoli déli peremén Lajos befolyása alá vonta Benevento lombard hercegeit, akiket Nagy Károly sohasem tudott leigázni. Ígéreteket csikart ki IV. Grimoald és Sico hercegekből, de nem lett semmi eredménye.
A délnyugati fronton is problémák adódtak, amikor 815-ben Séguin baszk herceg fellázadt a frank befolyás ellen. Nem sokkal később viszont vereséget szenvedett III. Lupustól, akit a császár távolított el pozíciójából 818-ban. Egy 820-as birodalmi gyűlésen, Quierzy-ban, döntés született, hogy hadjáratot indítanak a Córdobai Kalifátusba. A seregeket Hugó, Tours grófja, és Matfrid, Orléans grófja vezette, akik nem tudták elég gyorsan mozgatni a seregeket, így a hadjárat semmivé oszlott.

### Első polgárháború
818-ban, amint Lajos hazatért egy bretagne-i hadjáratról, értesült felesége, Ermengarde haláláról. Ermengarde, Ingerman lánya volt. Bár Lajos nagyon közel állt a feleségéhez, mégis az a hír terjedt, hogy a császárnénak nagy szerepe volt unokaöccse halálában és félve az ellene irányuló hasonló cselszövéstől, Lajos gyilkoltatta meg az asszonyt. Hosszú hónapokat vett igénybe az udvaroncoknak és a tanácsadóknak, hogy meggyőzék Lajost, hogy újból megházasodjon. Végül a császár 820-ban vette feleségül Judithot, Welf altdorfi gróf lányát. Judith 823-ban egy fiúnak adott életet, akit Károlynak neveztek el.
A gyermek születése felborította az Aacheni egyezményben felállított öröklési rendet. Lajos kísérletei, hogy a negyedik fiának is juttasson elegendő örökséget, anélkül hogy az testvérháborút eredményezne Károly és Lothár között, végül polgárháborúba torkollottak.
829-ben, Wormsban, Lajos Alemanniát adományozta Károlynak királyi vagy hercegi címmel (nem tisztázott). Ez felbőszítette Lothárt, akinek a területei ezáltal csökkentek. Egy felkelés volt készülőben. A bosszúra szomjas Wala és fivérei kooperációinak ösztönzésére, Lothár megvádolta Judithot, hogy viszonya van Septímiai Bernáttal. Szerinte Károly egy ebből a törvénytelen kapcsolatból született fattyú. Ebbo és Hildwin cserbenhagyták a császárt ebben az ügyben. Bernát veszélyesebb ellenféllé vált mindkettőjüknél. Agobard lyoni érsek és Jessé, Amiens püspöke is ellenszegültek Lajos öröklési terveinek és egyházi tekintélyükkel is a lázadókat támogatták.
830-ban Wala erősködésére, hogy Septimiai Bernát összeesküvést sző ellene, Pipin egy baszk sereget küldött, hogy megvédjék Neustriát, egészen Párizsig. Verberie-ben csatlakozott hozzá az ifjabb Lajos (közismertebb nevén Német Lajos). A császár, visszatérve egy újabb bretagnei hadjáratból, birodalmát polgárháborúban találta. Minél messzebbre akart vonulni Champagneból, mielőtt Pipin seregei megtámadnák őt. Judith fátyolt öltve küzdött Poitiersben, Bernát pedig Barcelonába menekült.
Lothár végül kiállt egy hatalmas lombard sereggel, ám Lajos szembe fordult azonos nevű fiával és Pipint is erre kényszerítette. Ezzel sikerült megőriznie a fennálló rendet. A lázadás elbukott, amikor Lothár megpróbálta a birodalmi gyűlést összehívni Nijmegenbe, Ausztria szívébe, az utolsó mentsvárukba. Az osztrákok és a rajnaiak 831-ben teljes seregükkel Nijmegenbe vonultak és kényszerítették a lázadó fiút, hogy adja meg magát az apjának és boruljon a lába elé. Kibékülve apjukkal Lajos és Pipin megnövelték örökségüket, míg Lothár, aki megfosztva társcsászári titulusától, nagy mértékben visszaszorult és Itáliába vonult száműzetésbe. Pipin visszatért Aquitániába és Judith Lajos udvarába. Egyedül Wala érezte forrónak a lába alatt a talajt és visszavonult egy félreeső kolostorba a Genfi-tóhoz. Hilduint, a Saint-Denis-székesegyház apátját Paderbornba száműzték. Elisachar és Matfried pedig az Északi-Alpokba kerültek, de nem vesztették el a szabadságukat.

### Második polgárháború
A következő polgárháború két év múlva, 832-ben tört ki. Az elégedetlen Pipin összehívta apja udvartartását, ahol elég szegényes fogadtatást kapott, fellépve apja tanácsosai ellen. Amint megérezte, hogy Pipin lázadást szervez nemesei között egy új rendszer követelésének céljából, Jámbor Lajos összes seregeit Aquitániába hívta a felkelés elfojtására. Ám Német Lajos rögtön sereget gyűjtött a birodalom területén élő szlávokból és elfoglalta Svábföldet, mielőtt még a császár bármit tehetett volna. Így az idősebb Lajos újra felosztani kényszerült hatalmas birodalmát. Jonacban, Károlyt Aquitánia királyává tette és elűzte Pipint (aki meglehetősen kíméletlen volt az ifjabb Lajossal szemben). Visszaadta a teljes császári jogkört Lothárnak, bár a legidősebb fiú nagymértékben bitorolta apja trónját és miniszterei jó kapcsolatot ápoltak Pipinnel. Elképzelhető hogy ő bujtotta fel Német Lajost és Pipint a lázadásra, nekik ígérve Alemanniát, Károly birtokát.
Hamarosan Lothár, IV. Gergely pápa támogatásával, aki megszilárdította őt titulusában az apja beleegyezése nélkül, felújította a lázadást 833-ban. Mialatt Lajos Wormsban gyűjtötte a seregeit, Lothár észak felé vonult. Miután kellő mennyiségű katonát gyűjtött össze, Lajos dél felé indult. A két sereg Rothfeld síkságain találkozott. Ott, Gergely találkozott a császárral és megpróbált ellentéteket szítani az ellenség soraiban. Lajos seregének nagy része a szeme láttára hagyta el a csatateret, elrendelte a visszavonulást, mondván: "Nagy kár lenne, ha ennyi ember veszítené itt az életét az én hasznomra". A lemondó császár a Szent Medárd-apátságba vonult vissza Soissons-ban, fia, Károly, pedig Prümbe, a királynő pedig Tortonába. A hűtlenség megvetendő példája hozta ennek a földnek a Hazugságok Földje (Lügenfeld, Campus Mendacii, ubi plurimorum fidelitas exstincta est) nevet.
November 13-án Rheimsi Ebbo elnökölt a soissons-i Szent Mária Templomban tartott zsinaton, amely leváltotta Lajost és arra kényszerítette. hogy nyilvánosan ismerje be rengeteg bűnét, amelyek közül lényegében egyet sem követett el. Visszatérve Lothár Saint Vaast apátságát adta Ebbonak. Olyan emberek mint Hrabanus Maurus, Lajos féltestvérei, Drogo és Hugó, Emma, Judith nővére és Német Lajos új felesége, azon munkálkodtak hogy a fiatalabb Lajos, az új császár egyetértésével, kibéküljön az apjával. A megaláztatás, amit Lajos elszenvedett Notre Dame-ban, Champagne-ban, együttérzést ébresztett az osztrák és szász bárók között Lothár ellen és a trónbitorlót Burgundiába űzték, összecsapva a támogatóival Chalon-sur-Saône közelében. Helyreállították Lajos hatalmát a következő évben, 834. március 1-jén.
Amikor Lothár visszatért Itáliába, Wala, Jesse és Matfried, Orléans névleges grófja, meghalt egy nagy dögvész járványban és 835. február 2-án a Thionville-i zsinat lemondatta Ebbot, Agobardot, Bernárdot, Bécs püspökét és Bartholomewt, Narbonne érsekét. Lothár is megbetegedett és ismét Lajos kegyeibe helyezték.
836-ban, azonban, a család kibékült és Lajos visszakapta Pipint és az ifjabb Lajost, megfosztották Lothárt itáliai birtokaitól és Károlynak adták új örökségként a crémieu-i gyűlésen. Ebben az időben vikingek jelentek meg Utrecht és Antwerpen környékén. 837-ben felhajóztak a Rajnán Nijmegen térségéig és királyuk, Rurik, igényét fejezte ki a még Jámbor Lajos előtt általuk elfoglalt területekre egy erős hadsereget felvonultatva ellene. Vereséget szenvedtek, de ez nem az utolsó alkalom volt amikor terrorizálták az északnyugati partokat. 838-ban ismét korlátlan uralomra nyújtottak be igényt Frízföldön, de egy megállapodás született köztük és a frankok között 839-ben. Lajos elrendelte egy flotta felállítását és egy missi dominicit küldött Frízföldre, hogy megőrizze ott is a frank uralmat.

### Harmadik polgárháború
837-ben Lajos egész Alemannia és Burgundia királyává koronázta Károlyt és adott neki egy darabot bátyja, Német Lajos birtokaiból. Emiatt a megrövidített testvér újabb lázadást szított apja ellen. Ezért a császár újra felosztotta hatalmas birodalmát Quierzyben, ahol Károlynak adta egész Bajorországot. Azonban ezzel még nem állt meg. Károly iránti odaadása nem ismert határokat. Amikor Pipin 838-ban meghalt, Lajos Károlyt tette meg Aquitánia új királyává. A nemesek viszont Pipin fiát, II. Pipint választották meg. Amikor Lajos invázióval fenyegetőzött, kitört uralkodásának harmadik nagy polgárháborúja. 839 tavaszán Német Lajos megszállta Svábföldet, II. Pipin és baszkjai a Loire teljes hosszában harcoltak, a dánok pedig ismét rajtaütöttek Frízföldön, másodszor is megostromolva Dorstadot.

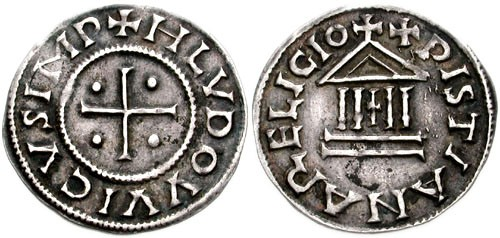
Lajos dénárok

Lothár, hosszú idő után először szövetkezett apjával és ígéretet tett Wormsban a területek újrafelosztásának elfogadására. Ekkor született meg az utolsó felosztás. Német Lajos kapta Bajorországot és a császár kitagadta II. Pipint, viszont megtarthatta területeinek keleti és nyugati végét. Lothár válaszút elé került és a keleti területeket választotta Itáliával együtt, a nyugati területeket meghagyva Károlynak. A császár gyorsan leigázta Aquitániát és elfogadtatta Károlyt a nemesekkel és az egyházi méltóságokkal Clermont-ban 840-ben. Végül, utolsó dicsőségként, betört Bajorországba és Ausztriáig űzte vissza az ifjabb Lajost. Miután a helyzetet állandósította Wormsban, visszatért Frankfurtba, ahol leszerelte a seregeit. Ezzel véget ért uralkodásának utolsó fegyveres konfliktusa.

## Halála
Lajos az utolsó győztes hadjárat után hamarosan megbetegedett és visszavonult nyári vadászkastélyába a Rajna egyik szigetére, közel Ingelheimhez. 840. június 20-án halt meg több püspök és egyházi személy jelenlétében, féltestvére, Drogo karjai közt. Károly és Judith ekkor éppen Poitiers-ben tartózkodott. A viták hamarosan újabb polgárháborúba sodorták a túlélő fivéreket, és ez csak 843-ban ért véget a verduni szerződéssel, amely három részre osztotta a Frank Birodalmat, a későbbi Németország és Franciaország alapjaira. Az aquitániai király címet egészen 860-ig vitatták.
Lajos haláláról beszámol többek között a Chronicon Aquitanicum, ugyanez év május 5-én megemlítve egy napfogyatkozást is: "840. – Május Nonaján, [május 5.] szerdán a nyolcadik órában napfogyatkozás volt, július Kalendae-ja előtt 12 nappal [június 20.] pedig Lajos császár meghalt."

## Család
- Első feleségétől, Hesbaye-i Ermengardétól[4] (778 – 818. október 3.), akivel 798-ban házasodott össze,[4] három fia született:
  - Lothár[4] (795 – 855. szeptember 29.) A Középső Frank Királyság királya.
  - Pipin[4] (797 – 838. december 13.) Aquitánia királya.
  - Adelheid[4] (kb. 799 – ?)
  - Rotrude[4] (800 – 841) hozzáment Gerardhoz, Auvergne grófjához.
  - Hildegard (vagy Matild)[4] (802 – 841 októbere) hozzáment Gerardhoz, Auvergne grófjához.
  - Német Lajos[4] (804 – 876. augusztus 28.) A Keleti Frank Királyság királya.
- Második feleségétől, Judithtól[4] (804 – 843. április 19.), akivel 819 februárjában házasodott össze,[4] egy lánya és egy fia született:
  - Gizella[4] (818/820 – 876. július 1.) hozzáment I. Ederhardhoz Friul hercegéhez.
  - Kopasz Károly[4] (823. június 13. – 877. október 6.) a Nyugati Frank Királyság királya.

Valószínűleg volt két törvénytelen gyereke is: Sensi Arnulf (790 k. – 817) és Alpais (794 k. – 851. július 23. után).